# Chaldejský patriarchát bagdádský
Chaldejský patriarchát bagdádský je patriarchát Chaldejské katolické církve.

## Území
Patriarchát zahrnuje všechny věřící Chaldejské katolické církve na jejím území, tedy na territorium proprium (místě vzniku patriarchátu).
Roku 1960 přestěhovali patriarchové své sídlo z Mosulu do Bagdádu, přičemž má patriarchát vlastní archieparchii v Bagdádu, kde se nachází hlavní chrám – katedrála svatého Josefa.
Má území závislé na patriarchovi v Jeruzalémě a Jordánsku.
Patriarcha je členem Rady východních katolických patriarchů.

## Historie
Patriarchát má svůj původ v archieparchii Seleukia-Ktésifón, která vznikla ve 3. století.
Ke zřízení patriarchátu došlo 20. dubna 1553.
Chaldejský katolický patriarchát pochází z rozkolu uvnitř Církve Východu, ke kterému došlo v 16. století, kdy byl vydán výnos tehdejšího patriarchy Mar Shimuna IV. (asi 1437-1497), kterým se titul patriarchy stal dědičným v rámci jeho rodiny. To vyvolalo odpor velké části církevní hierarchie a roku 1552 byl zvolen patriarcha Shimun VIII. Ten v doprovodu několika františkánských misionářů odešel do Říma za papežem Juliem II. Po dohodě s papežem nastolil plně společenství s katolickou církví a roli 1553 došlo ke zřízení patriarchátu.
Církev v tomto období měla dva vůdce:
- Shimun VII., dědičný patriarcha se sídlem v Alqoši
- Shimun VIII., patriarcha jmenovaný papežem se sídlem v Amidě (dnes Diyarbakir), roku 1555 byl dva roky po zvolení zabit muslimy na popud Shimuna VII.

Roku 1662 tehdejší patriarcha Shimun XIII. Denha přerušil společenství s Římem a své sídlo přesunul do vesnice Qodchanis (současné Turecko). Biskup Yosep I. se rozhodl zůstat s katolíky a později byl také tureckými úřady uznán jako patriarcha.
Roku 1771 patriarcha Eliyya XII. se sídlem v Alqoši podepsal katolické vyznání víry a tím vznikla situace dvou vysokých prelátů ve společenství s Římem. Roku 1778 bylo vyznání víry odmítnuto jeho nástupcem Eliyou XIII. Roku 1783 uznal papež Yukhannana Hormizda za biskupa Mosuli a správce Chaldejské katolické církve nepodléhající patriarchátu v Diyarbakiru. Tato situace dvou patriarchů byla vyřešena smrtí jednoho znich roku 1804 a zvolením za patriarchu Yukhannana Hormizda roku 1830. Pozdější hlavy Chaldejské katolické církve jsou jeho nástupci. Asyrská církev Východu a Starověká církev Východu jsou nástupci Shimuna XIII. Denhy.
Roku 2021 Synod biskupů Chaldejské katolické církve rozhodl o změněn názvu patriarchátu z Chaldejský babylónský na chaldejský bagdádský. Toto rozhodnutí potvrdil 19. února 2022 papež František.